# La Guerre civile en France
La Guerre civile en France (titre original allemand : Der Bürgerkrieg in Frankreich) est un pamphlet écrit par Karl Marx au nom du Conseil général de l'Association internationale des travailleurs à la suite de la guerre civile de 1871 opposant les communes insurrectionnelles, soutenues militairement par la garde nationale au gouvernement de Versailles, contrôlant l'armée régulière française.
Il s'agit d'une défense vigoureuse de la Commune de Paris qui vient tout juste de succomber sous la répression. Daté du 30 mai 1871, le texte est largement diffusé en 1871 et 1872, traduit dans de nombreuses langues et publié à travers l'Europe et les États-Unis.

## Histoire

### Écriture du pamphlet

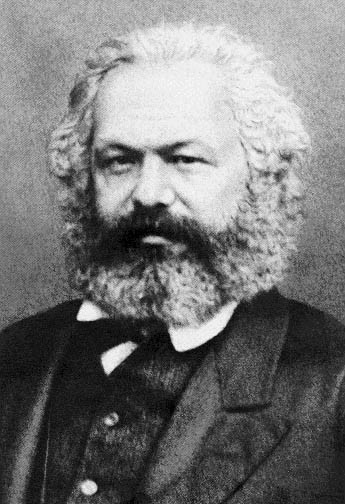
Marx en 1869

Entre la mi-avril et la fin de mai 1871, Karl Marx alors résident à Londres réunit et compile des coupures de journaux anglais, français et allemand sur la progression de la guerre civile, qui oppose les Communards aux forces versaillaises. Marx a accès à des journaux français qui soutiennent la Commune, ainsi qu'à divers périodiques proches de la bourgeoisie publiés à Londres en anglais et en français, et aux interprétations personnelles des événements communiquées par plusieurs personnalités de premier plan de la Commune et impliqués tels que Paul Lafargue et Piotr Lavrov.
À l'origine Marx a l'intention d'écrire une adresse aux travailleurs de Paris et fait cette proposition à la réunion du Conseil général de l'Association internationale des travailleurs le 28 mars 1871 - une proposition approuvée à l'unanimité. L'évolution des évènements en France le conduit à se rendre à l'avis que le document doit plutôt être adressé à la classe ouvrière mondiale, et lors de la rencontre du 18 avril du Conseil général, il fait circuler cette proposition, soulignant sa volonté d'écrire sur la "tendance générale de la lutte." Cette proposition est approuvée et, à partir de cette date Marx commence à rédiger ce document. La partie principale du texte semble avoir été rédigée entre le 6 et le 30 mai, 1871. Marx écrit le document original en anglais.

### Publication
La première édition du document, une mince brochure de 35 pages, est d'abord publiée à Londres aux alentours du 13 juin 1871, avec comme titre The Civil War in France: Address of the General Council of the International Working-Men's Association (La Guerre civile en France: Adresse du Conseil général de l'Association Internationale des Travailleurs). Tirée à seulement mille exemplaires cette édition est rapidement épuisée. Une deuxième édition, moins chère et tirée à 2 000 exemplaires, lui fait suite, puis une troisième édition, toujours en anglais et contenant un certain nombre de corrections, paraît plus tard la même année. Traduit en français, allemand, russe, italien, espagnol, néerlandais, flamand, croate, danois, polonais, ce texte est publié à la fois dans des journaux et sous forme de brochure dans divers pays en 1871-1872. La traduction en allemand est rédigée par l'ami de longue date de Marx, Friedrich Engels, et la publication dans cette langue a d'abord lieu en feuilleton dans le journal Der Volkstaat en juin-juillet 1871, puis dans Der Vorbote  en août-octobre 1871. Une édition de la brochure est également publiée séparément par Volkstaat à Leipzig la même année. Le texte est réédité lors du cinquième anniversaire de la chute de la Commune de Paris, Engels ayant apporté des corrections mineures à sa traduction. Une deuxième édition paraît à Leipzig, publiée cette fois par la Genossenschaftsbuchdrukerei.
En 1891, lors du 20e anniversaire de la Commune de Paris, Engels propose une nouvelle édition de l'ouvrage,  à laquelle il ajoute une introduction où il souligne l'importance historique de l'expérience de la Commune de Paris, et sa généralisation théorique par Marx dans La Guerre civile en France, fournissant des informations supplémentaires sur les activités des Communards, notamment sur les blanquistes ou les proudhoniens. Il y intègre aussi un matériau antérieur que Marx avait rédigé pour le Mouvement international, produisant des éléments historiques supplémentaires à la Commune à partir des comptes rendus sur la guerre franco-prussienne.

## Contenu

### Dénonciation d’un système de « parvenus »
Marx présente Adolphe Thiers et son gouvernement comme un « gouvernement de défection nationale » qui utilise la défense nationale comme un prétexte pour légitimer son pouvoir. Marx insiste sur cette figure d’Adolphe Thiers, qu’il présente comme un « parvenu », une véritable girouette politique, avide de richesse et rempli de haine contre ceux qui la produisent.
Il n'est guère plus tendre envers Jules Ferry : "(...) avocat sans le sou avant le 4 septembre, réussit comme maire de Paris pendant le siège, à tirer par escroquerie une fortune de la famine. Le jour où il aurait à rendre compte de sa mauvaise administration serait aussi celui de sa condamnation."

### Résistance d'un Paris transcendé
Le peuple parisien, après un siège de cinq mois dans la famine et les sacrifices, refuse le désarmement voulu par Thiers, et choisit de poursuivre la « guerre civile ». La guerre civile s’illustre par des événements tels que celui du massacre de la place Vendôme.

### Héritage de la Commune
La Commune de Paris, bien que courte dans sa réalisation, laisse des traces pour la gauche française et internationale. Le pamphlet que rédige Marx au lendemain de la Commune dénonce l’injustice d’un gouvernement qui, à l’image de Thiers, se méfie des révolutions. Si l’idée de départ de Karl Marx semble être avant tout celle de mettre en lumière les combats de la classe ouvrière, c’est surtout les faits qu’il décrit qui restent dans le souvenir collectif. Ainsi, le mythe de la lutte pour la liberté et les idéaux qui fut à l’origine de la Commune se cristallise à travers des lieux de mémoire, comme le mur des Fédérés du Père Lachaise auquel il fait de nombreuses fois référence (L’État et la Révolution de Lénine au chapitre 3, Discours pour le XVe anniversaire de la Commune (1888), Fragment d'un projet d'appel pour le XXIe anniversaire de la Commune (1894)).

## Conséquences théoriques
L'histoire de la Commune de Paris permet à Marx de réévaluer l'importance de certains de ses écrits antérieurs. Dans la préface de 1872 au Manifeste communiste, il écrivait qu'«il ne faut pas attribuer trop d'importance aux mesures révolutionnaires énumérées à la fin du chapitre II. Ce passage serait, à bien des égards, rédigé tout autrement aujourd'hui.». C'est ce passage antérieur qui a cherché à montrer le processus de prise du pouvoir étatique par les travailleurs. À la suite de la publication de La Guerre civile en France : « La Commune, notamment, a démontré que la classe ouvrière ne peut pas se contenter de prendre telle quelle la machine de l'État et de la faire fonctionner pour son propre compte,,. »
Lénine reprend les conclusions de Marx sur la nécessaire transformation du pouvoir au-delà de sa simple conquête dans le chapitre 3 de l’État et la Révolution, citant abondamment la Guerre civile en France.